# اشلی یانگ
اشلی سایمن یانگ (به انگلیسی: Ashley Simon Young) (زاده ۵ ژوئیه ۱۹۸۵) بازیکن فوتبال اهل انگلستان است که در پست دفاع کناری بازی می‌کند.

## افتخارات

### باشگاهی
منچستر یونایتد
- لیگ برتر فوتبال انگلستان(۱): ۱۳–۲۰۱۲
- جام حذفی فوتبال انگلستان(۱): ۱۶–۲۰۱۵
- جام اتحادیه فوتبال انگلستان(۱): ۱۷–۲۰۱۶
- سوپر جام فوتبال انگلستان(۱): ۲۰۱۱
- لیگ اروپا(۱): ۱۷–۲۰۱۶

اینتر میلان
- سری آ(۱): ۲۱–۲۰۲۰